# Colomastix camura
Colomastix camura är en kräftdjursart som beskrevs av LeCroy 1995. Colomastix camura ingår i släktet Colomastix och familjen Colomastigidae. Inga underarter finns listade i Catalogue of Life.